# Servidor del Poble
Sluha Narodu o Servent del Poble (ucraïnès: Слуга народу) i que diferents mitjans de comunicació han traduït com a Serf del Poble o Servidor Públic és un partit polític d'ideologia multicomprensiva.
Legalment, el partit és el successor del "Partit del Canvi Decisiu" (en ucraïnès: Партія рішучих змін).

## Ideologia
En una entrevista a l'abril de 2019, el líder del partit, Volodymyr Zelensky, va declarar que recolzava la distribució gratuïta de cànnabis medicinal, era partidari de l'avortament gratuït a Ucraïna i li agradaria veure la legalització de la prostitució i el joc a Ucraïna. Va parlar en contra de la legalització de les armes.

## Resultats electorals

### Rada

Results of the 2019 Verkhovna Rada elections

| Any  | Lider           | Resultats | Resultats | Resultats | Resultats | Resultats | Pos. | Govern  |
| Any  | Lider           | Votes     | %         | ± pp      | Escons    | +/–       | Pos. | Govern  |
| ---- | --------------- | --------- | --------- | --------- | --------- | --------- | ---- | ------- |
| 2019 | Dmytro Razumkov | 6,307,793 | 43.16     | Nou       | 254 / 450 | Nou       | 1r   | Majoria |

### Presidencials
| Any  | Candidat           | 1a volta  | 1a volta | 2a volta   | 2a volta | Resultat |
| Any  | Candidat           | Vots      | %        | Vots       | %        | Resultat |
| ---- | ------------------ | --------- | -------- | ---------- | -------- | -------- |
| 2019 | Volodímir Zelenski | 5,714,034 | 30.24    | 13,541,528 | 73.22    | Electe   |